# Муромский 21-й пехотный полк
21-й пехотный Муромский полк — пехотная воинская часть Русской императорской армии.
- Старшинство — 6 августа 1708 г.
- Полковой праздник — 6 августа.

## Места дислокации
- 1796 — г. Гродно.
- 1820 — г. Славяносербск. Второй батальон в Вознесенске при поселенной Бугской уланской дивизии[1].

## Формирование и кампании полка
Полк сформирован 6 августа 1708 г. из гренадерских рот Воронежского, Пермского, Вологодского, Великолуцкого, Черниговского, Нарвского и Рязанского пехотных полков, в составе двух батальонов, под названием гренадерского Висберга полка.
После своего сформирования полк был назначен в состав армии Шереметева и принял участие в Северной войне. В 1709 г. он совершил поход в Восточную Пруссию и находился 2 февраля 1710 г. при штурме и взятии Эльбинга, а в 1711 г. полк принял участие в Прутском походе. 19 ноября 1712 г. полку было присвоено название гренадерского Кампенгаузена полка. В этом же году полк был назначен на усиление польско-саксонских войск и провёл несколько лет в Померании, Голштинии и Польше, принимая участие в штурмах Фридрихштадта, Тенингена и Штетина. В 1716 г. полк был посажен на корабли и участвовал в действиях под Копенгагеном. В 1722 г. четыре его роты, приняв участие в Персидском походе, находились при взятии Дербента и осаде Баку.
10 мая 1725 г. полк был приведён в состав одной гренадерской и семи фузилерных рот и назван пехотным Кампенгаузена полком, 16 февраля 1727 г. — 2-м Смоленским, а 13 ноября того же года — Муромским пехотным полком. 28 октября 1731 г. гренадерская рота была уничтожена, и Муромский полк приведён в состав восьми фузилерных рот.
Последующие два года Муромцы провели в Приволжских степях и на Царицынской линии, усмиряя волновавшихся калмыков и киргиз-кайсаков. В 1735 г. Муромский полк, находясь в составе отряда генерал-лейтенанта Леонтьева, совершил поход в Крым. В 1736 г. Муромский полк, назначенный в армию Миниха, вновь двинулся на юг и после штурма Перекопа вступил в Крым, где в течение трёх месяцев скитался по безводным степям, участвуя во взятии Козлова и Бахчисарая.
Последующие три года Муромский полк провёл на Украинской линии и охранял российские границы от набегов татар. В 1741 г. из состоявших в ротах гренадер была сформирована особая гренадерская рота. Во время русско-шведской войны 1741—1743 гг. Муромский полк охранял побережье Финского залива от неприятельских десантов.
27 января 1747 г. Муромский полк был приведён в трёхбатальонный состав с двумя гренадерскими ротами. В 1748 г. Муромский полк был отправлен на берега Рейна, но в боевых действиях не участвовал.
В 1757 г. полк принял участие в Семилетней войне и, начав её участием в осаде Мемеля, затем находился 19 августа в сражении при Гросс-Егерсдорфе. 14 августа 1758 г., в сражении при Цорндорфе, Муромский полк геройски отбил кавалерийскую атаку Зейдлица и потерял 38 офицеров и 589 нижних чинов. В 1760 г. Муромский полк принимал участие в набеге на Берлин и был награждён двумя серебряными трубами с надписью «В знак победы города Берлина, 28 сентября 1760 г.». В 1761 г. Муромский полк участвовал во взятии Кольберга.
В царствование императора Петра III Муромский полк назывался с 25 апреля по 5 июля 1762 г. пехотным генерал-майора Вернеса полком.
По вступлении на престол императрицы Екатерины II Муромский полк был приведён 14 января 1763 г. в состав двух батальонов с артиллерийской командой. В 1769 г. Муромский полк с отличием действовал против турок при Хотине, Ларге, Кагуле и при штурме крепости Журжи. Затем батальон Муромского полка участвовал 1 октября 1787 г. в сражении при Кинбурне и «с отличным мужеством выбил неприятеля из окопов».
В следующем году Муромский полк был двинут в Финляндию и, заняв Савитайполь, охранял магазины в тылу действующей против шведов армии.
По заключении мира с Швецией Муромцы были двинуты в Польшу и находились в делах с конфедератами: 31 мая 1792 г. — у местечка Мир и 28 мая 1794 г. — под Хельмом.
По вступлении на престол императора Павла Муромский полк был наименован 29 ноября 1796 г. Муромским мушкетёрским и затем назывался именами шефов: генерал-майоров Мосолова, Шиллинга 2-го, Титова 2-го, генерала от инфантерии де Ласси, генерал-майоров Маркова, Алексеева, Повало-Швейковского 2-го и Петровского.
В 1798 г. полк был назначен в состав корпуса генерала Римского-Корсакова, двинутого в Швейцарию. Две гренадерские роты, войдя в состав сводно-гренадерского батальона Дендрыгина, были отделены от полка и, находясь в корпусе Розенберга, совершили с Суворовым Итальяно-Швейцарский поход. 14 сентября 1799 г. полк был неожиданно атакован французами, но, несмотря на тройное превосходство сил неприятеля, в течение нескольких часов сдерживал натиск противника и штыками пробился к Эглизау. На следующий день полк выдержал тяжёлый бой у Цюриха и отступил за реку Глат, потеряв в два дня 37 офицеров и 573 нижних чина. При отступлении 14 сентября, когда 1-я мушкетёрская рота была окружена французами, рядовой Емельянов, видя тяжёлое положение, взял знамя у смертельно раненого знаменщика, оторвал от древка и скрылся с ним в лесу. Будучи взят в плен, Емельянов хранил знамя у себя на груди и по освобождении из плена представил его в полк; за этот подвиг рядовой Емельянов был произведён в подпоручики. 31 марта 1801 г. император Александр I возвратил полку название Муромского и привёл его в состав трёх батальонов.
В кампании 1806—1807 гг. полк, находясь в корпусе Беннигсена, участвовал с отличием в сражениях при Пултуске, Прейсиш-Эйлау, под Гейльсбергом и Фридландом. 28 февраля 1811 г. Муромский мушкетёрский полк был назван Муромским пехотным.
Во время Отечественной войны Муромский полк входил в состав 1-й Западной армии и участвовал 5 августа в сражении у Смоленска. В Бородинском бою Муромцы были выдвинуты совместно с полками 3-й пехотной дивизии к Багратионовым флешам и своим стремительным наступлением во фланг французам опрокинули в 10 1/2 часов утра их части, уже занявшие флеши. Затем в течение дня Муромский полк неоднократно отбивал атаки французов на флеши и Семёновский редут. Затем Муромский полк участвовал в сражениях при Тарутине и Красном и 13 апреля 1813 г. за «новые опыты мужества» был пожалован «гренадерским походом» (правом на особый вид барабанного бой для торжественного марша).
В кампании 1813 г. Муромцы участвовали в сражениях при Лютцене, Бауцене и Кульме, где полк потерял 17 офицеров и 505 нижних чинов; 6 октября 1813 г. под Лейпцигом Муромский полк атаковал деревню Пробстгейде.
В кампании следующего 1814 года Муромский полк находился в сражениях при Лобресселе, Труа, Арси и Витри, а 18 марта, в сражении при Париже, атаковал Роменвильские высоты и, захватив 4 орудия, овладел кладбищем Мон-Луи.
Во время Турецкой войны 1828—1829 гг. 1-й и 2-й батальоны участвовали во взятии крепости Исакча, затем несли службу по охране тыловых учреждений армии, а в начале мая 1829 г. вошли в состав корпуса, блокировавшего Силистрию. 30 мая 1829 г. при Кулевче 2-й батальон Муромского полка, находясь в авангарде генерал-майора Отрощенко, был окружён у с. Мадарду неприятелем и после ожесточённого сопротивления «изрублен турками», так как не успел выстроиться в каре. Только 80 нижних чинов со знаменем успели пробиться через неприятельские ряды. Затем 1-й батальон участвовал 6 июля в бою на р. Камчике, перешёл через Балканы и находился при взятии Адрианополя. В ознаменование подвигов мужества, оказанных в эту войну, Муромский полк был пожалован 6 апреля 1830 г. «гренадерским походом».
В 1831 г. Муромский полк принял участие в усмирении польского мятежа. В мае вел борьбу с повстанцами в Беловежской пуще, а в августе находился в боях у м. Крынки и Мендзиржец. Высланный в конце августа для преследования корпуса Ромарино, Муромский полк принял участие в делах у Ополе и во Вржеловецком лесу. 6 декабря 1831 г. полку за участие в войне 1831 г. были пожалованы знаки на кивера с надписью «3а отличие».
28 января 1833 г., с присоединением трёх батальонов 19-го егерского полка, Муромский полк был приведён в состав четырёх действующих и двух резервных батальонов (19-й егерский полк был сформирован 17 мая 1797 г., под названием 20-го егерского полка, и старшинство его сохраняется в 109-м пехотном Волжском полку).
В 1849 г. Муромцы, состоя в отряде генерал-адъютанта П. Х. Граббе, находились в походе в Венгрию и участвовали 16 июля в бою у с. Гестели, а с 24 августа по 14 сентября — в осаде крепости Коморна.
В период Крымской войны Муромский полк в апреле 1854 г. был отправлен в Придунайские княжества и в течение 6 месяцев нёс тыловую службу. 10 марта 1854 г. для полка были сформированы в России из бессрочно-отпускных 7-й и 8-й запасные батальоны, и 1 марта 1855 г. он был отправлен на усиление войск в Крыму. Прибыв 19 апреля на позицию у Мекензиевой горы, Муромский полк 8 мая 1855 г. был переведён на Корабельную сторону Севастополя и с двумя батальонами Черниговского пехотного полка составил гарнизон Волынского и Селенгинского редутов и Забалканской батареи. 26 мая, при штурме союзниками передовых укреплений левого фланга оборонительной линии, Муромский полк после геройского сопротивления очистил редут и батарею, потеряв 33 офицеров и 1533 нижних чинов. После этого штурма остатки полка были сведены в батальон и назначены в резерв. В июле Муромский полк был укомплектован и 9 августа занял куртину на Корабельной стороне, между 2-м бастионом и Малаховым курганом. При штурме 27 августа Малахова кургана Муромский полк, несмотря на тройное превосходство сил неприятеля, удержал за собой куртину и только вечером отступил на Северную сторону, потеряв 13 офицеров и 422 нижних чинов. За геройскую службу в Севастополе 1, 2, 3 и 4-му батальонам были пожалованы 30 августа 1856 г. Георгиевские знамёна.
По окончании Восточной войны 5, 6, 7 и 8-й батальоны были расформированы, 4-й батальон причислен к резервным войскам, и полк приведён 23 августа 1856 г. в состав трёх батальонов с тремя стрелковыми ротами.
1 июня 1862 г. великий  князь Вячеслав Константинович был назначен шефом Муромского полка. 6 апреля 1863 г. из 4-го резервного батальона и бессрочно-отпускных был сформирован двухбатальонный Муромский резервный полк, названный 13 августа 1863 г. Волжским пехотным полком. В этом же году Муромский полк принял участие в усмирении польского мятежа в Варшавской губернии, находясь в многочисленных стычках с повстанцами. 22 января 1863 г. командир Муромского полка полковник К. Я. Козлянинов, убеждая в деревне Цёлково мятежную толпу разойтись, был убит ударом топора по голове, находившаяся с ним рота полка понесла большие потери. Всего же за время подавления мятежа полк потерял убитыми и пропавшими без вести 36 человек, в том числе 1 офицера. Известно и по крайней мере об одном перебежчике — рядовом Станиславе Адамовиче добровольно перешедшем на сторону повстанцев после боя под Цёлково и позже сражавшемся в отряде Романа Рогинского, пленённом в результате регулярными войсками и казённом в Бресте 3 (15) июня 1863 года за «измену присяге, добровольное вступление в ряды повстанцев, участие в разграблении почты на Пинском тракте, сожжении моста на р. Ясельда, собственноручное убийство двух солдат из команды инвалидов».
25 марта 1864 года к наименованию Муромского полка был присоединён № 21. 19 февраля 1879 г., по случаю кончины великого князя Вячеслава Константиновича, шефом полка был назначен его отец великий князь Константин Николаевич. 7 апреля того же года был сформирован 4-й батальон.
6 августа 1908 г., в день 200-летнего юбилея, Муромскому было полку пожаловано новое Георгиевское знамя.
Полковой праздник — 6 августа.

## Знаки отличия полка
- Полковое Георгиевское знамя с надписью: «За Севастополь в 1854 и 1855 гг.» и «1708—1908», с Александровскими юбилейными лентами.
- 2 серебряные трубы с надписью «В знак победы г. Берлина 28 сентября 1760 г.»
- Гренадерский поход 13 апреля 1812 г.
- Поход за военное отличие 1871 г.
- Знаки на головные уборы с надписью «За отличие», пожалованные 6 декабря 1831 г.

## Шефы
- 25.04.1762 — 05.07.1762 — генерал-майор Вернес, Фридрих
- 03.12.1796 — 28.09.1797 — генерал-майор Мерлин, Яков Данилович
- 31.10.1797 — 16.11.1798 — генерал-майор Мосолов, Сергей Иванович
- 16.11.1798 — 17.11.1798 — генерал-майор фон Шиллинг, Николай Николаевич
- 17.11.1798 — 18.11.1798 — генерал-майор Титов, Василий Петрович
- 18.11.1798 — 27.11.1798 — генерал от инфантерии де Ласси, Мориц Петрович
- 27.11.1798 — 24.10.1799 — генерал-майор Марков, Евгений Иванович
- 24.10.1799 — 26.10.1799 — генерал-майор Алексеев, Иван Степанович
- 26.10.1799 — 23.09.1800 — генерал-майор Повало-Швейковский, Пётр Захарович
- 23.09.1800 — 08.03.1802 — генерал-майор Петровский, Иван Григорьевич
- 08.03.1802 — 06.01.1810 — генерал-майор Титов, Василий Петрович
- 19.10.1810 — 01.09.1814 — полковник (с 15.09.1813 генерал-майор) барон Дризен, Фёдор Васильевич
- 01.06.1862 — 19.02.1879 — великий князь Вячеслав Константинович
- 19.02.1879 — 18.01.1892 — великий князь Константин Николаевич

## Командиры
(Командующий в дореволюционной терминологии означал временно исполняющего обязанности начальника или командира).
- 19.11.1712 — хх.хх.1727 — полковник (с 24.11.1726 генерал-майор) Кампенгаузен, Иван Иванович
- 20.06.1730 — хх.хх.1733 — полковник Жонстон, Андрей Иванович
- 01.01.1770 — 06.05.1774 — полковник граф де Натали, Пётр Егорович
- до 1776 — 22.09.1778 — бригадир Волков, Алексей Андреевич
- хх.хх.1778 — 28.06.1783 — полковник (с 28.06.1782 бригадир) фон Трейден, Христофор Иванович
- 21.04.1784 — 14.04.1789 — полковник Нейдгардт (Нейтгарт, Нейдгард), Александр Лаврентьевич
- 14.04.1789 — хх.хх.1796 — полковник (с 24.11.1794 бригадир) Сипягин, Николай Васильевич
- 16.08.1798 — 03.11.1799 — майор (с 22.01.1799 подполковник) Бриере-Демартре, Василий Львович
- 14.04.1800 — 23.07.1801 — майор Чичагов, Николай Никитич
- 23.07.1801 — 27.07.1801 — полковник Павлов, Василий Фёдорович
- 30.08.1801 — 20.06.1804 — полковник Бриере-Демартре, Василий Львович
- 19.08.1804 — 27.06.1807 — полковник Баумгартен, Карл Иванович
- 08.09.1807 — 29.02.1808 — подполковник Маслов, Андрей Тимофеевич
- 29.02.1808 — 10.01.1812 — подполковник (с 07.11.1811 полковник) Рихтер, Егор Христофорович
- 23.03.1812 — 18.08.1813[3] — майор (с 17.07.1813 подполковник) Фитингоф, Андрей Карлович
- 14.01.1814 — 12.12.1819 — полковник Павленков, Емельян Осипович
- 17.12.1819 — 06.12.1827 — полковник Ширман, Вильгельм Карлович
- 06.12.1827 — 28.01.1838 — подполковник (с 22.09.1829 полковник) Иовшиц, Иван Антонович
- 01.02.1838 — 14.06.1840[4] — полковник Войнилович, Иван Николаевич
- 02.07.1840 — 06.12.1849 — полковник (с 03.04.1849 генерал-майор) Быковский, Василий Петрович
- 19.12.1849 — 25.02.1855 — полковник (с 19.04.1853 генерал-майор) Масловский, Семён Осипович
- 25.02.1855 — 02.09.1855 — командующий подполковник Ворощенко, Михаил Прокофьевич
- 02.09.1855 — 12.11.1855 — командующий подполковник Ничик, Дмитрий Васильевич
- 12.11.1855 — 28.02.1857 — флигель-адъютант полковник (с 26.08.1856 генерал-майор) князь Волконский, Михаил Дмитриевич
- 28.02.1857 — 09.02.1862 — полковник Гартонг, Николай Павлович
- 09.02.1862 — 10.01.1863[5] — полковник Козлянинов, Константин Яковлевич
- 27.01.1863 — хх.хх.1868 — полковник Малиновский, Павел Николаевич
- 17.11.1868 — 02.03.1873 — полковник фон Тальберг, Отто Германович
- 02.03.1873 — 20.09.1882 — полковник Цебриков, Михаил Михайлович
- 07.10.1882 — 01.12.1884 — полковник Попов-Азотов, Иван Никитич
- 12.12.1884 — 09.01.1888 — полковник Фрейтаг, Аркадий Александрович
- 01.02.1888 — 24.04.1889 — полковник Дебогорий-Мокриевич, Николай Павлович
- 30.04.1889 — 17.09.1894 — полковник Писаренко, Александр Семёнович
- 29.09.1894 — 29.01.1895 — полковник Скосаревский, Ипатий Степанович
- 04.02.1895 — 06.09.1899 — полковник Коссович, Лев Игнатьевич
- 01.10.1899 — 15.05.1904 — полковник Ползиков, Пётр Владимирович
- 25.05.1904 — 08.06.1908 — полковник Руденко, Виктор Николаевич
- 02.07.1908 — 27.07.1910 — полковник Поляков, Григорий Матвеевич
- 27.07.1910 — 02.10.1914 — полковник Новицкий, Фёдор Фёдорович
- 02.10.1914 — 13.02.1917 — полковник Мальцев, Павел Павлович
- 08.03.1917 — 01.04.1917 — полковник Климович, Максимилиан Феликсович
- 26.04.1917 — хх.хх.хххх — полковник Лисовский, Александр Львович

## Известные люди, служившие в полку
- Базин, Иван Алексеевич — генерал от инфантерии, герой Крымской войны
- Бенкендорф, Иван Иванович — генерал-лейтенант, участник Семилетней войны
- Богацевич, Максим Пантелеймонович — генерал-майор, участник Туркестанских походов
- Вязьмитинов, Василий Ефимович — генерал-лейтенант, участник Первой мировой войны, белоэмигрант
- Коробов, Яков Евдокимович — крестьянский поэт